# Jedliny (Koszalin)
Osiedle Jedliny – osiedle w północno-wschodniej części Koszalina.
Teren Osiedla Jedliny jest ograniczony ulicami Gdańską, Juliana Fałata, Aleją Monte Cassino, Tadeusza Kościuszki i marsz. Józefa Piłsudskiego, wschodnią granicę stanowi las wchodzący w skład Koszalińskiego Pasa Nadmorskiego.
Do 1945 niem. Königsthal, to obecnie Jedliny o współrzędnych 54°11′52″N 16°12′50″E/54,197778 16,213889  należące do Osiedla Jedliny.
Na terenie Osiedla Jedliny znajdują się m.in.:
- Parafia Ewangelicko-Metodystyczna w Koszalinie (ul. Piłsudskiego 37);
- Parafia Straży Granicznej św. Siostry Faustyny Kowalskiej w Koszalinie (ul. Piłsudskiego 92);
- Siedziba Radia Koszalin (ul. Piłsudskiego 41);
- Urząd Statystyczny w Szczecinie, Oddział w Koszalinie (Aleja Monte Cassino 4);
- Główna Biblioteka Lekarska, Oddział w Koszalinie (ul. Partyzantów 15a);
- Zespół Państwowych Szkół Muzycznych im. Grażyny Bacewicz w Koszalinie (ul. Juliana Fałata 32);
- Stadion im. Stanisława Figasa należący do Gwardii Koszalin (ul. Juliana Fałata 34);
- Zakład Ubezpieczeń Społecznych, Oddział Koszalin (ul. Juliana Fałata 30);
- Teren giełdy samochodowej, dużych rozmiarów niezabudowany teren na którym w 1975 odbyły się wystawy towarzyszące zorganizowanym w Koszalinie ogólnokrajowym dożynkom[3];
- Park Wodny "Aquapark"[4];
- Park linowy Avana (ul. Rekreacyjna).